# Touvérac
Touvérac é uma comuna francesa na região administrativa da Nova Aquitânia, no departamento de Charente. Estende-se por uma área de 18,19 km². Em 2010 a comuna tinha 604 habitantes (densidade: 33,2 hab./km²).